# Distrito de San Francisco de Cayrán
El distrito de San Francisco de Cayrán es uno de los once distritos de la provincia de Huánuco, ubicado en el Departamento de Huánuco, en el centro del Perú.  
Desde el punto de vista jerárquico de la Iglesia católica forma parte del diócesis de Huánuco.

## Historia
El distrito fue creado el 10 de mayo de 1955, mediante Ley, en el gobierno del Presidente Manuel A. Odría

## Geografía
Abarca una superficie de 97,33 km² y tiene una población estimada de más de 5 000 habitantes. 
Su capital es el poblado de Cayrán.

## Autoridades elegidas periodo 2023-2026
ALCALDE DEL DISTRITO DE SAN FRANCISCO DE CAYRAN
ALCALDE     :Félix Mantero Camones
- 2023 - 2026[2]

### Religiosas
- * Obispo de Huánuco: Monseñor Jaime Rodríguez Salazar, MCCJ.

## Festividades
- Agosto: Aniversario de la fundación de la ciudad de Huánuco
- Octubre: Señor de Burgos